# Júto Nagatomo
Júto Nagatomo (* 12. září 1986) je japonský fotbalový obránce a reprezentant, od července 2020 hráč bez angažmá. Mezi roky 2011 až 2018 hrál za klub Inter Milán. Japonsko reprezentoval na třech světových šampionátech (2010, 2014, 2018)

## Reprezentační kariéra
Nagatomo se s japonskou reprezentací zúčastnil MS 2010 v Jihoafrické republice a MS 2014 v Brazílii.

## Statistiky
| Japonsko | Japonsko | Japonsko |
| Roky     | Záp.     | Góly     |
| -------- | -------- | -------- |
| 2008     | 7        | 1        |
| 2009     | 11       | 2        |
| 2010     | 16       | 0        |
| 2011     | 10       | 0        |
| 2012     | 10       | 0        |
| 2013     | 12       | 0        |
| 2014     | 10       | 0        |
| 2015     | 10       | 0        |
| 2016     | 5        | 0        |
| 2017     | 10       | 0        |
| 2018     | 8        | 0        |
| 2019     | 12       | 1        |
| Celkem   | 122      | 4        |